# Donśka Bałka
Donśka Bałka (ukr. Донська Балка) – wieś na Ukrainie, w obwodzie odeskim, w rejonie berezowskim. 
W 2001 roku liczyła 59 mieszkańców, posługujących się następującymi językami:
| Język     | Podział procentowy |
| --------- | ------------------ |
| ukraiński | 98,31 %            |
| rosyjski  | 1,69 %             |